# Canton de Mormant
Le canton de Mormant est une ancienne division administrative française, située dans le département de Seine-et-Marne et la région Île-de-France.

## Composition
Le canton de Mormant groupait 22 communes jusqu'en mars 2015 :
- Andrezel, 323 habitants
- Argentières, 365 habitants
- Aubepierre-Ozouer-le-Repos, 903 habitants
- Beauvoir, 209 habitants
- Bombon, 928 habitants
- Bréau, 354 habitants
- Champdeuil, 662 habitants
- Champeaux, 773 habitants
- La Chapelle-Gauthier, 1 406 habitants
- Clos-Fontaine, 259 habitants
- Courtomer, 554 habitants
- Crisenoy, 649 habitants
- Fontenailles, 1 004 habitants
- Fouju, 492 habitants
- Grandpuits-Bailly-Carrois, 989 habitants
- Guignes, 3 069 habitants
- Mormant, 4 347 habitants
- Quiers, 661 habitants
- Saint-Méry, 399 habitants
- Saint-Ouen-en-Brie, 850 habitants
- Verneuil-l'Étang, 3 086 habitants
- Yèbles, 604 habitants

## Représentation

### Conseillers généraux de 1833 à 2015
| Période                          | Identité                                               | Parti                | Qualité |
| -------------------------------- | ------------------------------------------------------ | -------------------- | --- |
| 1833 - 1836 (décès)              | Auguste Henri Châtelain                                |                      | Notaire Ancien maire d'Ozouer-le-Repos |
| 1836 - 1842                      | M. Rhebut                                              |                      | Négociant à Grandpuits |
| 1842 - 1848                      | Hector Rémond aîné                                     |                      | Cultivateur à Andrezel |
| 1848 - 1867                      | Eugène Gareau (1811-1888)                              | Ind.                 | Ancien chef de bataillon de la Garde Nationale Ancien notaire, propriétaire Maire de Bréau, député au Corps législatif (1852-1863)                                                                                               |
| 1867 - 1871                      | Marquis Alfred de Béthisy                              | Légitimiste          | Pair de France, Maire de Mormant (1855-1871) |
| 1871 - 1877                      | Félix-René de Chabenat Vicomte de Bonneuil (1804-1884) | Droite               | Propriétaire du château de Montjay, à Bombon |
| 1877 - 1888 (décès)              | Joseph Morin (1823-1888)                               | Républicain          | Clerc principal de notaire Maire de Guignes |
| 1888 - 1913                      | Comte Henry Greffulhe                                  | Conservateur Libéral | Propriétaire à Bois-Boudran et à Paris Maire de Fontenailles Député (1889-1893) |
| 1913 - 1925 (décès)              | Emile Schénardi                                        | Rad.                 | Huissier, juge de paix à Noailles (Oise) Maire de Mormant (1908-1919) |
| 1925 - 1940                      | Georges Pascon (1873-?)                                | Rad.                 | Entrepreneur de carrières, propriétaire-exploitant Maire d'Argentières |
|                                  |                                                        |                      | |
| 1943 - 1945                      | Maurice Gibert                                         |                      | Agriculteur, Président du comité départemental des céréales Administrateur de l'office national du blé Maire de Fouju Nommé membre de la Commission administrative départementale en 1941 Nommé conseiller départemental en 1943 |
|                                  |                                                        |                      | |
| 1945 - 1955                      | Georges Pascon                                         | Rad.                 | Entrepreneur Maire d'Argentières |
| 1955 - 1956 (démission d'office) | M. Nicolier                                            | CNIP                 | Chef d'entreprise Adjoint au maire de Mormant |
| 17 juin 1956 - 1965 (décès)      | Albert Hubschwerlin                                    | SFIO                 | Maire de Verneuil-l'Etang (1932-1965) |
| 1965 - 1967                      | Albert Hubschwerlin (fils du précédent)                | SFIO                 | Agent de presse Maire de Verneuil-l'Etang (1965-1989) |
| 1967 - 1973                      | André Siméon                                           | DVD                  | Entrepreneur Maire de Guignes (1959-1999) |
| 1973 - 1998                      | Marc Bareyre                                           | MRG puis SE          | Directeur des relations publiques dans la presse judiciaire Maire de Courtomer (1965-2007) |
| 1998 - 2004                      | André Berquier                                         | PS                   | Artisan menuisier Maire de Verneuil-l'Etang (1989-2008) |
| 2004 - 2006 (démission)          | Roland Jedrzejezyk                                     | PS                   | Commerçant à Tournan-en-Brie Conseiller régional |
| 2006 - 2011                      | André Berquier                                         | PS                   | Chef d'entreprise Maire de Verneuil-l'Etang (1989-2008) |
| 2011 - 2015                      | Christian Cibier                                       | PS                   | Chauffeur de taxi Maire de Verneuil-l'Étang depuis 2008 |

### Conseillers d'arrondissement (de 1833 à 1940)
Le canton de Mormant avait deux conseillers d'arrondissement.
| Période                                  | Période      | Identité                            | Étiquette   | Qualité |
| ---------------------------------------- | ------------ | ----------------------------------- | ----------- | --- |
| 1833                                     | 1842         | Hilaire Auguste Baulant (1787-1877) |             | Cultivateur, maire d'Aubepierre                                                                             |
| 1833                                     | 1848         | Louis Antoine Chertemps (1785-1850) |             | Cultivateur, adjoint au maire de Mormant                                                                    |
| 1842                                     | 1848         | M. Fontaine                         |             | Juge de paix à Guignes                                                                                      |
|                                          |              |                                     |             | |
| 1855                                     | 1867         | François Eugène Fontaine            |             | Propriétaire et maitre de poste à Guignes                                                                   |
| 1867                                     | 1877         | Hector Rémond (1837-1906)           |             | Cultivateur, maire d'Andrezel                                                                               |
| 1877                                     | 1886 (décès) | M. Chrétien                         | Républicain | |
| 1877                                     |              | M. Robert                           | Républicain | |
| 1886                                     |              | M. Rivière                          | Républicain | |
|                                          |              |                                     |             | |
| 1889                                     | 1906 (décès) | Hector Rémond (1837-1906)           |             | Cultivateur, maire d'Andrezel                                                                               |
| 30 déc. 1906                             |              | Édouard Bonsang (1876-1914)         | Radical     | Cultivateur, maire de Courtomer                                                                             |
|                                          |              |                                     |             | |
| 1913                                     | 1919         | Louis Bosc                          | Républicain | Médecin à Melun, propriétaire à Guignes                                                                     |
| 1919                                     | 1928         | M. Mulot                            |             | |
| 1928                                     | 1940         | Adolphe Ruche (1867-1956)           |             | Professeur d'école normale en retraite, maire de Guignes-Rabutin                                            |
| 1940                                     |              |                                     |             | Les conseils d'arrondissement ont été suspendus par la loi du 12 octobre 1940 et n'ont jamais été réactivés |
| Les données manquantes sont à compléter. |              |                                     |             | |

## Démographie
| 1962  | 1968   | 1975   | 1982   | 1990   | 1999   | 2006   | 2011   | 2012   |
| ----- | ------ | ------ | ------ | ------ | ------ | ------ | ------ | ------ |
| 9 195 | 10 578 | 12 920 | 14 939 | 19 096 | 21 679 | 22 547 | 23 583 | 23 660 |